# Portal Plus
Portal Plus, také Portal+, je slovinský online mediální portál. V roce 2014 jej založil Boris Meglič v reakci na neutěšený stav slovinských médií. Zaměřuje se také na investigativní žurnalistiku. Centrála Portalu Plus sídlí v Lublani.
V červnu 2015 se vedení redakce ujal Dejan Steinbuch, který v minulosti redigoval týdeník Demokracija. Členy redakční rady jsou Dejan Steinbuch, Saška Štumberger, Miha Burger, Tine Kračun, Dimitrij Rupel, Zijad Bećirović, Boštjan M. Zupančič, Laris Gaiser, Keith Miles a Blaž Mrevlje.
V roce 2016 měl portál čtyři stálé zaměstnance, přibližně 20 externích autorů a 80 000 unikátních návštěvníků. Portál chtěl podle redaktora najmout soukromého detektiva nebo bývalého kriminálního vyšetřovatele pro investigativní práci. Portál je financován převážně ze soukromých darů a má jen malé příjmy plynoucí z reklamy.